# Čertovo jezero

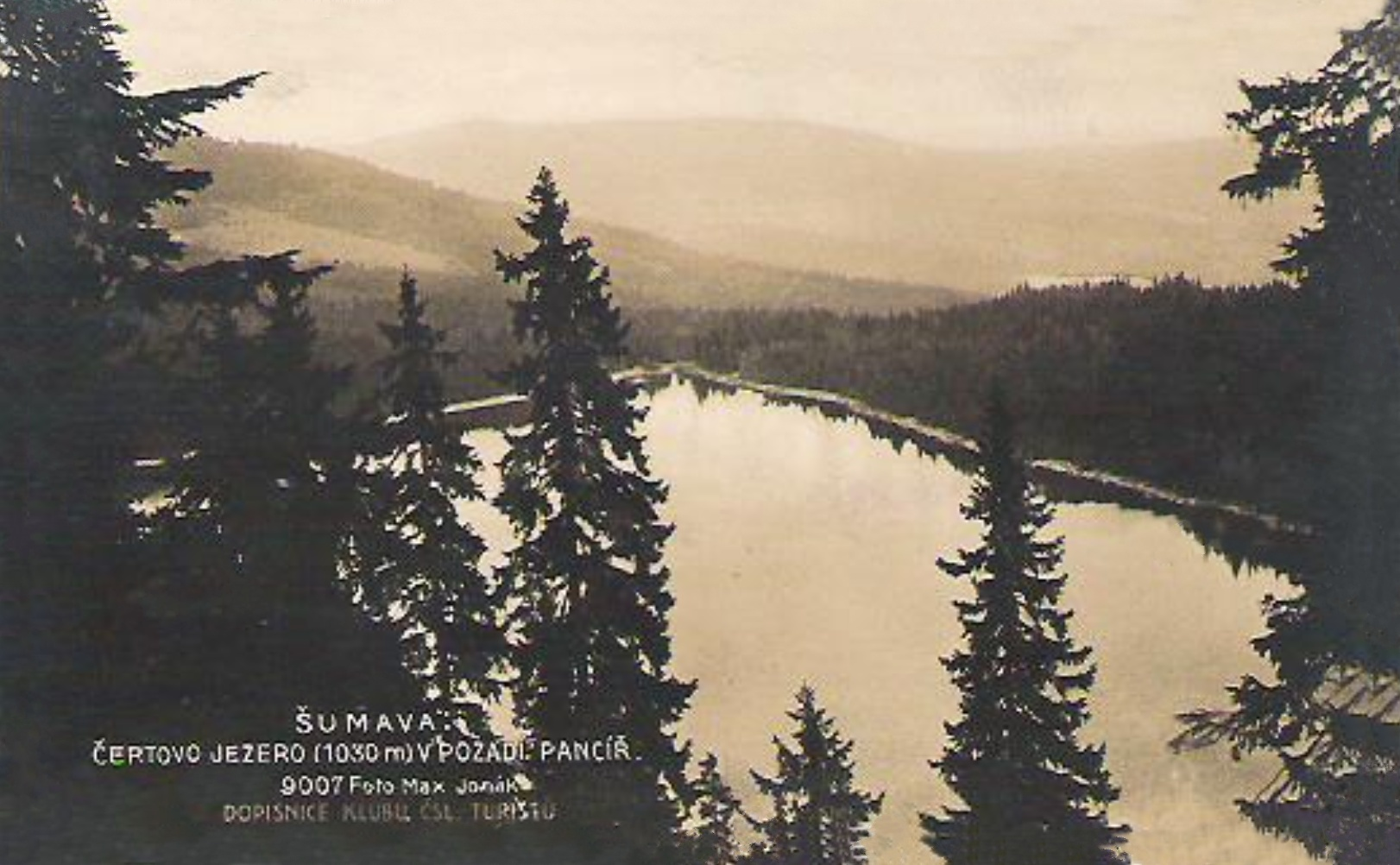
Čertovo jezero na dobové pohlednici (rok 1928)

Čertovo jezero (německy Teufels See) je pověstmi opředené karové jezero původu vzniklé v období würmského zalednění v okrese Klatovy v Plzeňském kraji v České republice. Nachází se v Královském hvozdu na jihovýchodním svahu Jezerní hory ve vzdálenosti asi čtyř kilometrů od vsi Špičák u Železné Rudy. Jezero se nachází v nadmořské výšce 1030 metrů, jeho rozloha je 9,71 hektaru a hloubka dosahuje až 36,5 m. Má tvar půlkruhu a obklopuje jej pralesovitý smrkový porost.

## Vodní režim
Přísun vody zabezpečují srážky a dva přítoky. Jezerní potok z jezera také odtéká a náleží do povodí Řezné. Jako jediné ze šumavských ledovcových jezer tak náleží k povodí Dunaje. V období od prosince do ledna zamrzá vrstvou ledu tlustou až 75 cm.

## Ochrana přírody
Chránit území Čertova i nedalekého Černého jezera se rozhodl roku 1911 tehdejší majitel pozemků Vilém Hohenzollernský na podnět německého botanika Dr. Hugo Konwentze. V roce 1933 se jezera stala součástí národní přírodní rezervace Černé a Čertovo jezero o rozloze 208,46 hektarů.

## Flóra a fauna
Jezero je oligotrofní. Ve fytoplanktonu jsou zastoupeny obrněnky Peridinium umbonatum a Gymnodinium uberrimum a zlativka Dinobryon pediforme.

## Přístup
Jezero je přístupné po celý rok.
- Červená turistická značka z Alžbětína – 5,5 km[6]
- Modrá, žlutá a červená turistická značka z Hamrů – 11,5 km[6][7]
- Žlutá turistická značka ze Špičáku od hotelu Čertův mlýn – 3,8 km[8]
  - Souběžně také Naučná stezka Sklářská[9]
- Místní žlutá a žlutá turistická značka ze Špičáckého sedla – 2,4 km[10]
- Naučná stezka Sklářská z Alžbětína – 9,2 km[9]

V minulosti ve strmém svahu nad jezerem vedla též Lávková cesta, nyní nepřístupná.